# LMC X-1

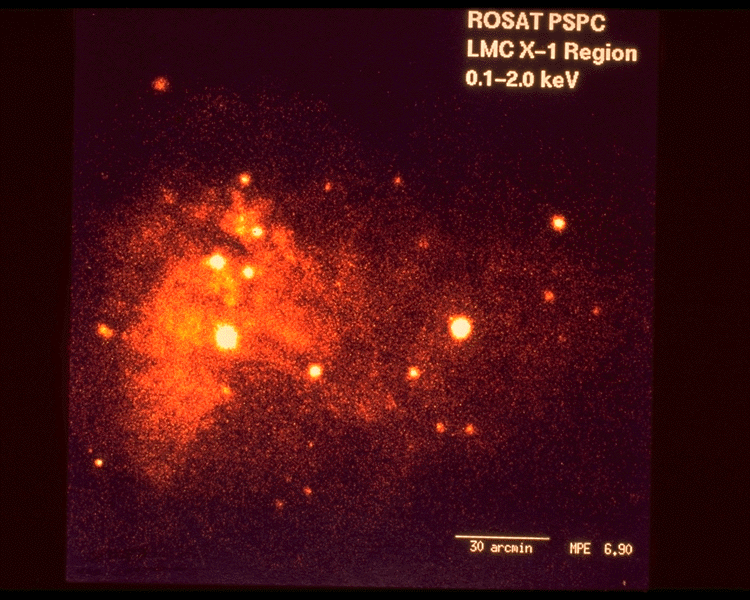
Foto del sistema binario LMC X-1 en diciembre de 1995.

LMC X-1 es el nombre que los astrónomos le dieron al primer sistema binario de rayos X, ubicado en la Gran Nube de Magallanes. El sistema consiste en una estrella de baja masa y una compañera compacta. El movimiento en el sistema binario indica que la compañera compacta es probablemente un agujero negro, ya que su elevada masa, aproximadamente cinco veces la del Sol, debería ser suficiente para provocar incluso la implosión de una estrella de neutrones.
- Datos: Q2777677
- Multimedia: LMC X-1 / Q2777677